# Мамааул
Мамааул (дарг. Мяммаул) — село в Сергокалинском районе Дагестана. Центр сельсовета с 1991 года.
Образует сельское поселение село Мамааул как единственный населённый пункт в его составе.

## География
Село расположено на реке Гамриозень, в 29 км к юго-востоку от районного центра — села Сергокала.

## История
Аул получил своё название от основателя. Как писал в 1895 году исследователь Е. И. Козубский, село «прежде было населено кумыками. Более 150 лет тому назад какой-то кумыкский бек ехал с ястребом чрез селение; ястреб убил курицу, за что был убит жителями, отсюда вражда, вследствие которой жители должны были разселиться в разные места, а на их место пришли переселены из Уракли».

## Население
| 1895 | 1926 | 1939 | 1970 | 1989 | 2002 | 2010 |
| ---- | ---- | ---- | ---- | ---- | ---- | ---- |
| 237  | ↘220 | ↗288 | ↗389 | ↗402 | ↗603 | ↗616 |
| 2012 | 2013 | 2014 | 2015 | 2016 | 2017 | 2018 |
| ↗619 | ↗628 | ↗633 | ↗635 | ↘630 | ↗633 | ↘630 |
| 2019 | 2020 | 2021 | 2023 | 2024 | 2025 |      |
| ↘622 | ↗629 | ↗664 | ↘659 | ↘648 | ↘642 |      |

## Достопримечательности
Поселения (позднего средневековья — за западным краем села; в 3 км от с. — Тарго).